# おじゃまっテレ
『おじゃまっテレ リアルタイム』は、2007年10月1日から2010年3月26日まで福井放送で放送されていた夕方ワイド番組である。デジタルハイビジョン番組（地上デジタル放送のみ）。略称『おじゃテレ』。

## 概要
2007年10月1日に『Newsリアルタイムふくい（以下リアルタイムふくい）』の17時台枠を独立させてスタート。金曜日は『おじゃまっテレFRIDAY』（通称：おじゃフラ）のタイトルで2時間7分のワイド番組として放送。
2009年4月3日、金曜日の放送時間が月 - 木曜日同様16:53 - 17:50の放送となり、タイトルも『おじゃまっテレ』に変わった。
2010年3月26日、『NNN Newsリアルタイム』から『news every.』変更により本番組を終了させ、月〜木曜日は『おじゃまっテレ ワイド&ニュース』、金曜日は『イケてる福井 ワイド&ニュース』となった。
本番組は『リアルタイムふくい』を内包した『Newsリアルタイム』と言うコンプレックス枠となっており、本番組はその第1部であった。

## 放送時間
月 - 木曜日
- 2007年10月1日 - 2010年3月25日 16:53 - 17:50（日本時間、57分）

金曜日
- 2007年10月5日 - 2009年3月27日 16:53 - 19:00（日本時間、2時間7分）
- 2009年4月3日 - 2010年3月26日 16:53 - 17:50（日本時間、57分）

## タイムテーブル（放送終了時点）
- 16:53 オープニング
- 16:55 ニュース
- 16:59 中継
- 17:09 ゆ〜かん7 王様の耳
- 17:15 愛のもう一品
- 17:21 とれたてNAVI
- 17:27 話題
- 17:30 天気予報
- 17:35 今夜のFBCテレビ
- 17:39 リアルエンタメ
- 17:44 おじゃまっテレチャンス
- 17:47 みんなの伝言板
- 17:49 エンディングトーク

## 各コーナーの内容
- 駅前中継
「おじゃまっテレ・チャンス」のキーワードが発表される
- 料理コーナー「愛のもう一品」
- 県内のニュース
報道局記者が伝える。項目のフォーマットはリアルタイムのものを使用している。
- とれたてNAVI
夕方いちばんプラス1時代から続く、商品宣伝のコーナー。
- ゆ〜かん7の王様の耳
ゆ〜かん7が担当するコーナー。当初は「気になるモノの値段を探る」という主旨だったが、次第に店を紹介するコーナーに変わった。ゆーかん7が福耳を引くと、豪華賞品が。
擬似生形式で、事前に収録したものを放送している。
- みんなの伝言板
夕方いちばんプラス1から続くコーナー。　2～3組がイベント予告をする。なお、最近ではハッピーバースディのコーナーの廃止と同時に、たまに誕生日の子がその日その日に出ている。
- 視聴者からのお便り
リアルタイムふくいから続くコーナー、視聴者から頂いたはがき・Eメールなどを紹介していく。　紹介された人にはピントングッズがプレゼントされる。
- おじゃまっテレ・チャンス
番組オープニングでキーワードを発表。視聴者はFBCホームページ「FBC-i｣などから応募。電話で選ばれた視聴者がキーワードを正しく言うことができれば、6種類の賞品から1つプレゼントされる。お肉や食事券、現金、ピントングッズ等（パネルで選ばれる）。パネルの中には、番組ロゴの入ったゴールドがあり、それが出ると6種類から1つ選ぶことができるシステムになっている。
- 天気情報
中継担当が駅前の様子を伝えた後、天気予報を伝える。「ズームイン!!SUPER」の巨大温度計も使われる。
- リアルエンタメ
芸能情報のコーナー。NNN Newsリアルタイムからネットされる。金曜日の放送は11月16日からスタート
- 今夜のFBC
Newsリアルタイムふくいから、続くコーナー。その日ゴールデンタイム（19時〜22時）にかけて放送される番組を紹介する。

## 金曜日のコーナー
- おじゃまっテレ・チャンス

金曜日はFAXでも参加できる。
- おじゃ金中継
- 初金みっけ
- 日本まんなか直送便
- フライデーMINIキネマ

## 以前放送されていたコーナー
- おじゃまっテレ・クイズ（2007年10月 - 12月）
- 駅前からハッピーバースデイ
夕方いちばんプラス1から続くコーナー。放送時間が17:45に変更され、それに伴い、福井駅前コンコースの集合時間も17:10に変わる。また、FBCのホームページ（FBC-i）でも見られる。
BGMはプラス1時代から使われていたものから、おじゃまっテレのテーマソングに変更された。さらに11月頃から、最後の掛声が「バイバイ」から「おじゃまっテレ」に変更された。

## キャスター
メインキャスター（MC）
- 川島秀成
- 山田恵梨子

中継
- 中山裕子（木曜日まで）
- 佐々木愛（金曜日のみ）

コーナー
- ゆ～かん7（月 - 木曜日「ゆ〜かん7 王様の耳」）
- 佐々木愛（月 - 木曜日「愛のもう一品」）

ニュース
- 東海佳奈子

## 過去の出演者
- 重盛政史（金、スタジオ）
- 鶴渕さやか（月・火、中継）
- 吉川圭一（水・木、中継）
- 堀内くみ子（金、中継）
- 廣瀬隼也
- 鈴木沙和子（月 - 木、ニュース）

## 備考
- 金曜日には天気予報の後に週末のイベント情報が放送されるがこのときのタイトル表示は最初は、リアルタイムふくいで使用している項目フォーマットが使われていたが現在がオリジナルのものになっている。
- 2007年・年末の特別番組「ふくいこの1年」でも本番組の「駅前からハッピーバースデイ」のコーナーが放送された。BGMは本番組のテーマソングでなく、プラス1時代からのものが使われた。
- 2008年8月12日は、福井商業VS仙台育英の試合が長引いているため、番組内容を変更して試合の様子を放送。おじゃまっテレチャンス・愛のもう一品・ゆーかん7のこれっておいくら??。　リアルエンタメ・今夜のFBCなどを休止。　みんなの伝言板・とれたてNAVIなど以外は、すべて野球中継に差し替えられた。